# Ready
Ready é o terceiro álbum de estúdio do rapper e compositor norte-americano Trey Songz. Foi lançado a 31 de Agosto de 2009 pela editora discográfica Atlantic Records nos Estados Unidos. A sua produção teve início em 2008 e continuou até 2009, apresentando contribuições do mentor de Songz, Troy Taylor, de Bryan-Michael Cox, da equipa de produção StarGate, Los Da Mystro, entre outros.
Ele recebeu geralmente opiniões positivas pelos críticos especialistas em música contemporânea, com alguns o comparando a trabalhos do cantor R. Kelly, e o criticando pela sua inconsistência. O seu desempenho comercial também foi favorável, tendo, nos EUA, estreado no número três da tabela musical Billboard 200, e no número dois Top R&B/Hip-Hop Albums, vendendo aproximadamente 131 mil exemplares em sua primeira semana de comercialização. Após vender mais de 500 mil cópias em território americano, recebeu o certificado de disco de ouro pela Recording Industry Association of America (RIAA), tornando-se no terceiro álbum do rapper a ser certificado pela associação.
Cinco singles lançados de Ready alcançaram sucesso em tabelas nacionais, incluindo os êxitos "Say Aah" (2010), que posicionou-se entre as dez melhores posições da Billboard Hot 100, "Neighbors Know My Name", que posicionou-se entre as cinco melhores colocações da Hot R&B/Hip-Hop Songs, e "I Invented Sex", que liderou a última tabela por duas semanas consecutivas.
Songz promoveu o álbum em várias aparições ao vivo, quer em televisão, quer em digressões. Ele co-liderou a digressão 106 & Live tour, patrocinada pelo programa e televisão 106 & Park, e sendo um artista de apoio na digressão The Blueprint 3 Tour, do rapper Jay-Z. Ready rendeu a Songz uma nomeação na categoria "Melhor Álbum de R&B Contemporâneo" na quinquagésima segunda cerimónia anual dos prémios Grammy.

## Produção

### Antecedentes e contexto
Quando Songz começou a gravar material para Ready, o objectivo do álbum era de fazer o crossover e aumentar a sua aparência nas estações de rádio. O primeiro single do disco, "I Need a Girl", foi lançado com o fim de conectar-se à contemporary hit radio. Songz disse que "[ele] foi uma gravação muito orientada para a rádio que iria se suceder optimamente e ser reproduzida fortemente na rádio durante qualquer tempo. Não era uma gravação que eu esperava que durasse para sempre, ou uma que eu estava animada sobre cantar, mas foi uma gravação que eu sabia que iria se suceder bem." Enquanto falava dos singles seguintes, o artista achou que "I Invented Sex" seria uma "gravação que iria definir a [minha] carreira, e eu sabia que 'Say Aah' seria uma gravação monstruosa de discoteca."

### Gravação e desenvolvimento
A produção iniciou no fim de 2008 e foi completada em 2009. O trabalho apresenta produções de vários artistas, sendo eles o duo norueguês StarGate, Johntá Austin, Troy Taylor, Los Da Mystro, Eric Hudson e Bryan-Michael Cox. Enquanto falava sobre as suas colaborações com os produtores, Songz disse que em Ready, "nós estámos a tratar de cada canção, cada gancho, cada refrão, cada ponte, e estámos a ter a certeza que todas as canções são o melhor possível. O álbum não será apenas uma compilação de músicas, mas um clássico corpo de trabalho." O álbum originalmente continha três participações especiais: Drake, Gucci Mane e Soulja Boy Tell 'Em. Songs afirmou que queria que a quantidade de participações fosse bastante limitada e, então, afirmou que "qualquer um a mais que eu adicionar será muito especial". Fabolous foi mais tarde adicionado com um artista convidado em "Say Aah". Em uma entrevista com a revista Vibe após o lançamento de Ready, Songz afirmou que queria ter trabalhado com Nicki Minaj, "mas nós não conseguimos arranjar a gravação certa."

"Ready é um álbum mais comercial. É mais um álbum que foi estrategicamente feito para tentar atrair um lugar para mim. Eu não tinha o meu lugar no jogo [mercado musical] antes de Ready. Ready foi o álbum que fez isso para mim, e foi estratégico desde a atribuição dos singles ['I Need A Girl', 'LOL :-)'], até às canções que cantei. Eu provavelmente não iria gravar algumas daquelas canções se não precisasse de reprodução relevante na rádio."

— Songz a fazer uma comparação entre Ready e Passion, Pain & Pleasure.
Songz disse que quando comparado com os seus trabalhos anteriores, "este álbum é muito adulto, muito tranquilo e muito sensual [...] O meu primeiro álbum tinha muito gosto de adulto, mas numa maneira diferente, mais cheia de alma, e conduzida por amostras, e o meu segundo era mais contemporâneo e na moda." Para reflectir a sua transição para a maioridade e as mudanças na sua música, o intérprete mudou a sua aparência cortando as suas tranças de marca registada. Ele também começou a adoptar um vestiário mais sofisticado, trocando as suas sapatilhas e camisetes por coletes, calças adaptadas, e sapatos "de bom gosto". Ao falar sobre a mudança de aparência de Songz, Troy Taylor disse: "Trey é das ruas, ele é um rapaz do bairro. Ele não era glamoroso e [não tinha] as coisas mais finas na vida enquanto crescia, [...] Ele não queria perder a sua rua-ismo, [...] À medida que ele aprofundava-se nisso, eu acho que ele começou a aperceber-se: 'Espere um minuto, isto não é tão mau afinal', e depois ele teve a opinião das mulheres."
Após o sucesso de Ready, Songz explicou que o álbum era o resultado do seu crescimento e maturidade recém-descoberta. Comentando sobre o sucesso dos singles, o cantor afirmou que "eles eram gravações fortes e não são apenas gravações para as estações de rádio. Eles são gravações que incorporam a pessoa que eu sou, bem como o artista que sou. Eu acho que eles são mais definitivos de quem eu sou do que qualquer outro álbum que já tive. Eu cresci como uma artista. Eu tenho feito isto por algum tempo. À medida que eu amadurecia, eu aprendi como transpirar isso do que eu quero ser sentido. Eu aprendi o que os meus fãs querem de mim e coisas dessa natureza."
| “ | Eu acho que as mixtapes eram definitivamente mais em abundância do que nunca. Você mencionou que eu fiz tantas canções, eu acho que isso definitivamente teve o seu papel. No ano passado, eu lancei mais músicas do que nunca. Entre eu lançar canções e vazando [online] as que não faziam parte do álbum, há mais de provavelmente oitenta canções por lançar. Então, eu acho que inundar o mercado [musical] era definitivamente essencial para que as pessoas ouvissem a mim e o meu zumbido a crescer. Eu cortando o meu cabelo, execercitando-me um pouco. | ” |
|   | — Songz falando sobre a "fórmula do sucesso de Ready" durante uma entrevista.. |   |

### Lançamento
Ready foi originalmente planeado para ser lançado a 30 de Junho de 2009. No entanto, Songz adiou a data para 31 de Setembro de 2009, para que ele pudesse voltar ao estúdio e concluir o disco. A data de lançamento foi então movida para 31 de Agosto de 2009, para que o álbum pudesse ser admitido nos Grammy Awards de 2010.

## Composição
Em uma entrevista, Songz disse que Ready estava repleto de música clássica. O álbum contém influências de rhythm and blues, hip hop e pop, com um bocado de soul, tanto que grande parte da obra foi comparada a um R. Kelly vintage. Sobre o conteúdo lírico do álbum, Ken Capobianco, do Boston Globe disse: "Enquanto muitos homens modernos vocalistas de R&B estão a se mover para uma vibração mais madura, Trey Songz mantém a tradição horndog-com-um-coração viva com o seu terceiro álbum". Sean Fennessey, do The Village Voice, disse que Ready apresentou Songz a "ré-imaginar a noção de fluência — se não melodia — assim como o seu herói Kelly fez há quinze anos atrás". Andrew Rennie, da revista Now, disse que a produção teve uma vibração de uma banda sonora de 1980. De acordo com Mark Edward Nero, do portal About.com, "I Need a Girl" contém qualidades familiares do enorme êxito de Songz "Can't Help but Wait" (2007), que também foi produzido pelo duo StarGate. A letra da canção fala sobre encontrar e agradar a mulher certa. A música também tem sido descrita como uma mistura de Usher e Justin Timberlake.
Melanie Bertoli, da revista musical Billboard, disse que "Neighbors Know My Name" "utiliza uma linha de baixo a bombar e efeito drip-drop para fornecer o pano de fundo ideal erótico para a conversa suja de Songz". "Say Aah" é um número de electro-hop sobre uma festa de aniversário. "Black Roses" é "definida na produção de quasi-electrónica, impulsionada por um arranjo vocal cheio de alma". Tyler Lewis, do sítio PopMatters, disse que "Be Where You Are" era uma reminiscência de "Give It to You" de Jordan Knight, e chamou-a de a mais pura música pop de Songz até hoje. "Yo Side of the Bed", uma faixa que contém influências de soul, teve a sua composição de R&B-pop rock comparada com a alguns dos trabalhos de Beyoncé no álbum I Am... Sasha Fierce (2008), e de Brandy no álbum Human (2008). A letra de "LOL :-)" concentra-se no acto de sexting — acto de enviar mensagens sexuais via telefone celular — enquanto apresenta um refrão "pronto para tom de toque", e percussão pesada.

## Prémios e nomeações
Em 2010, Ready recebeu uma nomeação ao Grammy Award na categoria "Melhor Álbum de R&B Contemporâneo". Contudo, perdeu para I Am... Sasha Fierce de Beyoncé.

## Promoção e divulgação

### Singles
O primeiro single de Ready, "I Need a Girl", foi disponibilizado para download digital a 13 de Abril de 2009, com a canção "Brand New" como o seu lado B. "I Need a Girl" foi recebida com opiniões positivas e mistas pela crítica especialista em música contemporânea, com alguns críticos comparando-a a "Can't Help But Wait" e outros notando-a como genérica. A faixa alcançou a posição cinquenta e nove na Billboard Hot 100 e na posição seis da Hot R&B/Hip-Hop Songs. Songz apareceu como um artista convidado no single "Successful", do rapper canadiano Drake, que alcançou o pico no septuagésimo posto da Hot 100, e foi um sucesso em outras tabelas, atingindo os segundo e terceiro postos, respectivamente, nas tabelas Hot R&B/Hip-Hop Songs e Hot Rap Songs. Apesar de não ter sido lançado como um single de ambos Drake e Songz, este incluiu-a em Ready e alterou os versos de Lil Wayne pelos de sua própria autoria. "LOL :-)", que apresenta a participação dos rappers Gucci Mane e Soulja Boy Tell 'Em, foi lançada para airplay como o segundo single do álbum a 24 de Agosto de 2009. A faixa recebeu geralmente opiniões favoráveis e alcançou a quinquagésima primeira colocação da Hot 100.
"I Invented Sex", com participação de Drake, foi lançada para airplay como o terceiro single de Ready a 13 de Outubro de 2009. Enquanto atingia o quadragésimo segundo lugar na Hot 100, tornou-se no primeiro número um do artista na Hot R&B/Hip-Hop Songs. A canção foi acompanhada por um remix oficial que conta com a participação dos cantores norte-americanos Keri Hilson e Usher. O quarto single, "Say Aah", tornou-se na canção de maior sucesso da carreira de Songz, alcançado o nono posto da Hot 100. Adicionalmente, foi a primeira música do intérprete a impactar nas estações de rádio de música pop, aparecendo no número dezasseis da Hot Pop Songs, e também a primeira a entrar nas tabelas musicais internacionais, como alcançou o número quarenta e três da Canadian Hot 100. "Neighbors Know My Name" foi lançado como o quinto e último single do disco. A faixa recebeu geralmente opiniões positivas e atingiu a posição máxima de quarenta e três na Hot 100 e de quatro na Hot R&B/Hip-Hop Songs, dando a Songz o seu terceiro single consecutivo a posicionar-se entre as cinco melhores colocações e tornando-se no quinto single de Ready a posicionar-se entre as dez melhores posições.
Apesar de não ter sido lançada como um single, foi filmado e lançado um vídeo musical para "Yo Side of the Bed", onde Keri Hilson interpreta o interesse amoroso de Songz.

## Alinhamento de faixas
A versão padrão de Ready consiste em dezassete faixas inéditas que têm uma duração somada de cinquenta oito minutos e cinco segundos. A primeira faixa, "Panty Droppa", é um interlúdio com duração de um minuto e vinte e sete segundos. A segunda e a décima segunda faixas contém a participação do rapper canadiano Drake, sendo que a décima é uma colaboração. A sétima faixa apresenta versos adicionais de Fabolous, e a oitava, de Gucci Mane e Soulja Boy. A edição deluxe três faixas adicionais, que são "Brand New", "Scratchin' Me Up", e "You Belong to Me", respectivamente.
Em uma entrevista em Agosto de 2009, Songz disse que a canção "Yo Side of the Bed" estava inclusa no alinhamento de faixas do álbum. "É um pouco diferente do que era antes, eu alterei alguns improvisos e cantei alguns versos e mixei-a diferentemente. Mas é para o melhor. Eu acredito que será um single, não sei quando, mas eu amo essa canção de morte."
| Versão padrão (#518794) |                                                                 |                                                                                                   |                                                        |         |  |
| N.º                     | Título                                                          | Compositor(es)                                                                                    | Produtor(es)                                           | Duração |  |
| 1.                      | "Panty Droppa" (interlúdio)                                     |                                                                                                   | Troy Taylor, Patrick Hayes                             | 1:26    |  |
| 2.                      | "Neighbors Know My Name"                                        | Patrick "Guitarboy" Hayes, Tremaine Neverson, T. Taylor                                           | T. Taylor, Patrick "Guitarboy" Hayes, John "SK" McGee* | 3:06    |  |
| 3.                      | "I Invented Sex" (com participação de Drake)                    | Aubrey Graham, Carlos McKinney, T. Neverson, Tony Scales                                          | Los Da Mystro                                          | 4:07    |  |
| 4.                      | "I Need a Girl"                                                 | Johntá Austin, Amund Björklund, Mikkel Storleer Eriksen, Tor Eric Hermansen, Espen Lind           | StarGate, Johntá Austin                                | 3:34    |  |
| 5.                      | "One Love"                                                      | J. Austin, Bryan-Michael Cox, Craig Love                                                          | Bryan-Michael Cox, J. Austin                           | 4:16    |  |
| 6.                      | "Does He Do It"                                                 | Sean Garrett, Eric Hudson                                                                         | Sean Garrett, Eric Hudson                              | 2:58    |  |
| 7.                      | "Say Aah" (com participação de Fabolous)                        | Don Corell, John Jackson, Askia Fountain, Ronald Ferebee, Jr., T. Neverson, T. Scales, Nate Walka | Young Yonny, T. Taylor                                 | 3:27    |  |
| 8.                      | "LOL :-" (com participação de Gucci Mane & Soulja Boy Tell 'Em) | Radric Davis, T. Neverson, T. Scales, T. Taylor, DeAndre Way                                      | Fisha & Price                                          | 4:06    |  |
| 9.                      | "Ready to Make Luv"                                             |                                                                                                   | T. Taylor                                              | 1:20    |  |
| 10.                     | "Jupiter Love"                                                  | Sean Fenton, John McGee, T. Neverson, T. Taylor                                                   | T. Taylor, J. McGee                                    | 4:34    |  |
| 11.                     | "Be Where You Are"                                              | Chris Henderson, Edrick Miles, T. Neverson                                                        | Christopher "Deep" Henderson                           | 3:59    |  |
| 12.                     | "Successful" (com Drake)                                        | A. Graham, T. Neverson, Noah "40" Shebib                                                          | Noah "40" Shebib                                       | 4:26    |  |
| 13.                     | "Black Roses"                                                   | Brandon Green, Edrick Miles, T. Neverson, T. Taylor                                               | Bei Maejor                                             | 3:33    |  |
| 14.                     | "Love Lost"                                                     | Edrick Miles, T. Neverson, T. Taylor                                                              | T. Taylor, T. Neverson                                 | 3:43    |  |
| 15.                     | "Hollalude"                                                     |                                                                                                   | T. Taylor                                              | 1:16    |  |
| 16.                     | "Holla If Ya Need Me"                                           | Chris Hines, T. Neverson, T. Taylor                                                               | T. Taylor, Chris Hines                                 | 4:04    |  |
| 17.                     | "Yo Side of the Bed"                                            | P. Hayes, T. Neverson, T. Scales, Troy Taylor                                                     | T. Taylor, P. Hayes                                    | 4:10    |  |
| Duração total:          | Duração total:                                                  | Duração total:                                                                                    | Duração total:                                         | 58:05   |  |

| Edição Deluxe |                                 |                                             |                              |         |  |
| N.º           | Título                          | Compositor(es)                              | Produtor(es)                 | Duração |  |
| 18.           | "Brand New"                     |                                             | SoundZ                       | 3:49    |  |
| 19.           | "Scratchin' Me Up"              | T. Scales, T. Neverson, T. Taylor           | Troy Taylor                  | 4:09    |  |
| 20.           | "You Belong to Me"              | J. McGee, T. Scales, T. Neverson, T. Taylor | John "SK" McGee, Troy Taylor | 3:54    |  |
| 21.           | "Brand New" (vídeo musical)     |                                             |                              | 3:43    |  |
| 22.           | "I Need a Girl" (vídeo musical) |                                             |                              | 3:37    |  |

- * denota co-produtor.

## Desempenho nas tabelas musicais
Na semana que terminou a 19 de Setembro de 2009, Ready estreou no número três da tabela musical Billboard 200, registando vendas superiores a 131 mil unidades. O álbum foi a segunda estreia mas alta dessa semana, perdendo o primeiro lugar para I Look to You (2009) — álbum de retorno da falecida cantora Whitney Houston — que vendeu 305 mil exemplares. Nessa mesma semana, atingiu o seu pico na segunda posição da Top R&B/Hip-Hop Albums, não conseguindo se posicionar na primeira posição devido a estreia de I Look to You.
A 16 de Fevereiro de 2010, Ready recebeu o certificado de disco de ouro pela Recording Industry Association of America (RIAA) após superar a marca de 500 mil cópias vendidas, tornando-se no terceiro álbum do rapper a receber um certificado pela RIAA.
| País — Tabela musical (2009-2010)                   | Posição de pico |
| --------------------------------------------------- | --------------- |
| Estados Unidos — Billboard 200                      | 3               |
| Estados Unidos — Top R&B/Hip-Hop Albums (Billboard) | 2               |
| Estados Unidos — Top Digital Albums (Billboard)     | 2               |
| Estados Unidos — Tastemaker Albums (Billboard)      | 5               |
| Estados Unidos — Top Internet Albums (Billboard)    | 6               |
| Estados Unidos — Comprehensive Albums (Billboard)   | 3               |
| Estados Unidos — Top Current Albums (Billboard)     | 3               |

| País — Tabela musical (2011)                                | Posição de pico |
| ----------------------------------------------------------- | --------------- |
| Estados Unidos — Top R&B/Hip-Hop Catalog Albums (Billboard) | 16              |

| País — Tabela musical (2010)   | Posição |
| ------------------------------ | ------- |
| Estados Unidos — Billboard 200 | 51      |

| Região — Associação (Vendas)    | Certificação |
| ------------------------------- | ------------ |
| Estados Unidos — RIAA (500 mil) | Ouro         |

## Histórico de lançamento
| Região         | Data                   | Formato              | Editora discográfica    |
| -------------- | ---------------------- | -------------------- | ----------------------- |
| Alemanha       | 25 de agosto de 2009   | CD                   | Atlantic Records        |
| França         | 31 de agosto de 2009   | CD, download digital | Atlantic Records        |
| Estados Unidos | 31 de agosto de 2009   | CD, download digital | Atlantic Records        |
| Canadá         | 1 de setembro de 2009  | CD                   | Atlantic Records        |
| Japão          | 4 de setembro de 2009  | CD                   | Atlantic Records        |
| Japão          | 30 de setembro de 2009 | CD                   | Warner Music Japan Inc. |
| Itália         | 27 de maio de 2010     | CD                   | Atlantic Records        |
| Reino Unido    | 27 de maio de 2010     | CD, download digital | Atlantic Records        |